# Gabriel Viglianti
Gabriel Viglianti (n. 12 iunie 1979) este un fost jucător argentinian de fotbal, care a jucat pentru Oțelul Galați, unde a ocupat și funcția de director sportiv.
Viglianti și-a început cariera în anul 2000 la Racing de Córdoba, iar în anul 2003 a jucat la Agrario. Începând din anul 2004, Viglianti a jucat în Bolivia pentru cluburile Unión Central, San José, Bolívar and Universitario. Începând din sezonul 2008-2009 până în sezonul 2012-2013 a jucat la echipa Oțelul Galați.
Și-a ales numărul 37 pe tricou la fel ca psalmul 37.5 din Biblie după care-și ghidează întreaga viață: „Încredințează-ți soarta în mâna Domnului, încrede-te în El și El va lucra“.
După ce și-a încheiat cariera sportivă acesta a obținut funcția de director sportiv la clubul Oțelul Galați unde și-a petrecut ultimii 5 ani de activitate.
În ultimul sezon petrecut la Oțelul Galați, Gabriel Viglianti a marcat de 4 ori, plecând de la club din postura de golgheter. A acumulat 744 de minute jucate în 15 meciuri și 2 cartonașe galbene.
Campion (2010-2011) și Supercampion al României (2011), participant cu FC Oțelul Galați în grupele UEFA Champions League (2011-2012)
Primul său meci oficial în roș-alb-albastru: 23 februarie 2008, Unirea Urziceni
- FC Oțelul Galați 0-0 (integralist)
Ultimul său meci oficial în roș-alb-albastru: 8 decembrie 2012, Rapid București - Oțelul Galați 2-3 (intrat în minutul 79)
Liga I: 109 meciuri / 17 goluri
Cupa României: 8 meciuri / 1 gol
Supercupa României: 1 meci
UEFA Champions League: 4 meciuri

## Titluri
Oțelul Galați
- Liga I (1): 2010-2011[1]